# 金山次郎
金山 次郎（かなやま じろう、1922年7月19日 - 1984年3月30日）は、福岡県（朝鮮・慶尚南道晋陽郡生まれ）出身のプロ野球選手（内野手）。

## 経歴
豊国商業（現豊国学園高）から1943年に名古屋軍へ入団。
1944年に3本で本塁打王を獲得。
1948年に球団代表の赤嶺昌志が辞任に追い込まれると、後を追って、小鶴誠、加藤正二、古川清蔵、三村勲、野口正明、岩本章、井上嘉弘、藤原鉄之助らと共に退団し、永田雅一が結成した大映球団に所属し大映球団が東急フライヤーズに合流する形で急映フライヤーズに移籍した。
1949年に金星スターズが永田雅一によって買収され大映スターズとなり、そのチームに小鶴誠らと共に移籍。
1950年、2リーグが分裂で赤嶺昌志のセ・リーグ総務の就任に伴いセントラル・リーグの松竹ロビンスに小鶴誠、三村勲と共に移籍。この年、三村勲との1・2番コンビ、小鶴誠・岩本義行・大岡虎雄のクリーンナップトリオで水爆打線と呼ばれた強力打線を形成し、セ・リーグの初代チャンピオンとなった。また自らは74盗塁で初の盗塁王を獲得、この74盗塁は1948年度河西俊雄（南海）の66盗塁を上回る新記録だったが、同じ年に木塚忠助（南海）が78盗塁を記録したため、セ・リーグ記録にとどまった。しかし1983年に松本匡史（巨人）に76盗塁で破られるまでのセ・リーグ記録であり、現在でもセ・リーグ歴代第2位の記録である。また、単打142本は前年の千葉茂の記録を更新する当時の日本プロ野球記録（イチローに抜かれるまで44年間保持）。同年は坪内道典の日本記録を塗り替える646打席に立ち（1955年にロベルト・バルボンが更新）、594打数は2002年に清水隆行に更新されるまでセ・リーグ記録だった。
1952年、63盗塁で2度目の盗塁王を獲得。
1953年、石本秀一に要請され、小鶴誠・三村勲・片山博と共に広島カープに移籍。ここでも一番打者、二塁手として活躍し、58盗塁で3度目の盗塁王を獲得、広島カープの走る野球の原点となり、人情味あふれる人柄もあわせて「金山が広島を変えた」と言われた。
1955年8月、史上初となる400盗塁を達成。
1957年に内野守備コーチ兼任となる。同年シーズン限りで現役を引退した。引き続き1958年から1961年まで広島の内野守備走塁コーチを務めた。
1962年、中国放送の野球解説者となり、1975年のカープ初優勝を果たした試合での解説は、ファンの語り草となっている。 歓喜と熱意で迎えてくれた広島を愛し続けた。
1963年、朝鮮籍から帰化。なお官報では生年月日はプロフィールより1年早い1921年7月19日生まれとなっている。
1980年からは日刊スポーツ野球評論家も務めた。
1984年3月30日、心不全のため逝去。享年61。

## 詳細情報

### 年度別打撃成績
| 年 度      | 球 団                     | 試 合 | 打 席 | 打 数 | 得 点 | 安 打 | 二 塁 打 | 三 塁 打 | 本 塁 打 | 塁 打 | 打 点 | 盗 塁 | 盗 塁 死 | 犠 打 | 犠 飛 | 四 球 | 敬 遠 | 死 球 | 三 振 | 併 殺 打 | 打 率 | 出 塁 率 | 長 打 率 | O P S |
| ---------- | ------------------------- | ----- | ----- | ----- | ----- | ----- | -------- | -------- | -------- | ----- | ----- | ----- | -------- | ----- | ----- | ----- | ----- | ----- | ----- | -------- | ----- | -------- | -------- | ----- |
| 1943       | 名古屋 産業 中部日本 中日 | 67    | 257   | 231   | 11    | 44    | 5        | 1        | 0        | 51    | 13    | 4     | 4        | 13    | --    | 13    | --    | 0     | 28    | --       | .190  | .234     | .221     | .454  |
| 1944       | 名古屋 産業 中部日本 中日 | 35    | 149   | 131   | 17    | 32    | 3        | 1        | 3        | 46    | 11    | 10    | 3        | 1     | --    | 17    | --    | 0     | 9     | --       | .244  | .331     | .351     | .682  |
| 1946       | 名古屋 産業 中部日本 中日 | 82    | 307   | 270   | 40    | 76    | 9        | 3        | 2        | 97    | 14    | 18    | 9        | 10    | --    | 26    | --    | 1     | 31    | --       | .281  | .347     | .359     | .706  |
| 1947       | 名古屋 産業 中部日本 中日 | 118   | 497   | 448   | 58    | 109   | 12       | 8        | 2        | 143   | 29    | 34    | 14       | 10    | --    | 35    | --    | 4     | 37    | --       | .243  | .304     | .319     | .623  |
| 1948       | 急映                      | 119   | 502   | 468   | 51    | 110   | 10       | 2        | 2        | 130   | 22    | 35    | 15       | 7     | --    | 27    | --    | 0     | 35    | --       | .235  | .277     | .278     | .555  |
| 1949       | 大映                      | 49    | 107   | 100   | 9     | 21    | 4        | 1        | 0        | 27    | 5     | 3     | 0        | 3     | --    | 4     | --    | 0     | 8     | --       | .210  | .240     | .270     | .510  |
| 1950       | 松竹                      | 137   | 646   | 594   | 104   | 185   | 26       | 10       | 7        | 252   | 67    | 74    | 13       | 7     | --    | 43    | --    | 2     | 61    | 5        | .311  | .360     | .424     | .784  |
| 1951       | 松竹                      | 109   | 522   | 473   | 83    | 127   | 18       | 3        | 4        | 163   | 36    | 42    | 14       | 11    | --    | 38    | --    | 0     | 39    | 3        | .268  | .323     | .345     | .668  |
| 1952       | 松竹                      | 117   | 510   | 483   | 48    | 115   | 18       | 5        | 3        | 152   | 22    | 63    | 20       | 2     | --    | 23    | --    | 2     | 43    | 5        | .238  | .276     | .315     | .590  |
| 1953       | 広島                      | 117   | 521   | 462   | 72    | 109   | 19       | 2        | 5        | 147   | 27    | 58    | 16       | 5     | --    | 49    | --    | 5     | 47    | 7        | .236  | .316     | .318     | .634  |
| 1954       | 広島                      | 104   | 452   | 405   | 48    | 91    | 19       | 0        | 7        | 131   | 31    | 33    | 11       | 10    | 1     | 30    | --    | 5     | 47    | 3        | .225  | .286     | .323     | .610  |
| 1955       | 広島                      | 119   | 527   | 494   | 50    | 119   | 15       | 3        | 8        | 164   | 29    | 41    | 13       | 9     | 1     | 21    | 0     | 2     | 45    | 3        | .241  | .275     | .332     | .607  |
| 1956       | 広島                      | 108   | 436   | 402   | 24    | 82    | 8        | 2        | 0        | 94    | 15    | 18    | 17       | 7     | 5     | 20    | 0     | 2     | 47    | 4        | .204  | .245     | .234     | .479  |
| 1957       | 広島                      | 85    | 341   | 304   | 33    | 61    | 9        | 1        | 2        | 78    | 17    | 23    | 2        | 11    | 1     | 25    | 0     | 0     | 48    | 0        | .201  | .261     | .257     | .518  |
| 通算：14年 | 通算：14年                | 1366  | 5774  | 5265  | 648   | 1281  | 175      | 42       | 45       | 1675  | 338   | 456   | 151      | 106   | 8     | 371   | 0     | 23    | 525   | 30       | .243  | .296     | .318     | .614  |

- 各年度の太字はリーグ最高
- 名古屋（名古屋軍）は、1944年に産業に、1946年に中部日本に、1947年に中日（中日ドラゴンズ）に球団名を変更

### タイトル
- 本塁打王：1回 （1944年）
- 盗塁王：3回 （1950年、1952年 - 1953年）

### 記録
節目の記録
- 1000試合出場：1954年6月24日 ※史上25人目

その他の記録
- オールスターゲーム出場：1回 （1951年）

### 背番号
- 29 （1943年、1946年 - 1947年、1950年 - 1952年）
- 17 （1944年）
- 7 （1948年）
- 8 （1949年）
- 6 （1953年）
- 1 （1954年 - 1958年）
- 64 （1959年 - 1961年）

## 関連情報

### 出演番組
- S☆1 BASEBALL - RCCテレビ及びTBS系列のプロ野球中継番組の現行タイトル。
- DRAMATIC BASEBALL - 広島県の民放2局時代にRCCテレビが一部曜日を担当した日本テレビ系列のプロ野球中継番組の現行タイトル。
- Veryカープ! RCCカープナイター／カープデーゲーム中継 - RCCラジオのプロ野球中継番組の現行タイトル。
  - 金山は東京都内在住だったため、アール・エフ・ラジオ日本（ラジオ関東時代。主にRCCラジオのJRN・NRN加盟以前）・TBSラジオ（主に後述の2球団の主催試合が中継可能だった1978年以前）・ニッポン放送・文化放送への制作委託による裏送り（稀に系列局からの解説者派遣という形式での全国ネット本番カードもあり）または前記各局の技術協力での自社制作による広島のビジターゲーム中継（主に国鉄→サンケイ→アトムズ→ヤクルト・大洋主催）を相当数担当した。